# أماندا بيرنغوير
أماندا بيرنغوير (بالإسبانية: Amanda Berenguer) (24 يونيو 1921، مونتفيدو في الأوروغواي - 13 يوليو 2010، مونتفيدو في الأوروغواي)؛ كاتِبة وشاعرة .